# 武之望
武之望（1552年—1629年），字叔卿，號陽紆 ，陝西臨潼人，明朝政治人物、医学家，同進士出身。

## 生平
萬曆十六年（1588年）中戊子科陝西鄉試第一名舉人（解元）。次年聯捷己丑科進士，曾任霍丘、江都知縣，擢吏部考功司主事，调文选司等職，以忤当路，改南京兵曹，归里闭门讲学，远近争师事之。后官山东副使，备兵海盖，调永平，台头营缺饷，兵噪城下，佥议藉府县别贮给之，之望持不可，曰：万一别营效尤，又何以应？自临城以温言慰散。万历四十三年六月升南京通政司右参议，四十六年八月升南太常寺少卿，十二月改南太仆寺少卿，四十七年升南太常寺少卿，五月以疾乞休归。天启二年（1622年）起调北太常寺少卿，三年四月升大理寺右少卿，九月升太常寺卿，四年三月出任右副都御史、巡抚登莱。弹劾总兵毛文龙之骄，有登抚可裁一疏。吏部尚书李宗延等言登抚武之望与镇臣毛文龙形迹既已稍分，精神终难强合，武之望调南京别衙门用。五年十二月改任南京吏部右侍郎，六年八月以疾乞休归。晚年在崇祯初以兵部侍郎總督陝西三邊軍務，士卒缺饷谋作乱，乃廉治其魁，一军肃然。不久卒於官。

## 家族
长子武献哲，天啓二年进士，历四川副使。次子武迪哲，天启元年举人。

## 著作
著有《濟陽綱目》、《济阳纲目》、《疹科类编》等書。